# Velîke Artakove, Bereznehuvate
Velîke Artakove (în ucraineană Велике Артакове) este un sat în comuna Murahivka din raionul Bereznehuvate, regiunea Mîkolaiiv, Ucraina.

## Demografie
Componența lingvistică a localității Velîke Artakove
     Ucraineană (95,27%)
     Rusă (4,73%)
Conform recensământului din 2001, majoritatea populației localității Velîke Artakove era vorbitoare de ucraineană (95,27%), existând în minoritate și vorbitori de rusă (4,73%).